# Bolbaffer coriaceus
Bolbaffer coriaceus is een keversoort uit de familie cognackevers (Bolboceratidae). De wetenschappelijke naam van de soort werd in 1969 gepubliceerd door Rudolf Petrovitz.